# Phytomyza thalictri
Phytomyza thalictri är en tvåvingeart som beskrevs av Escher-kundig 1912. Phytomyza thalictri ingår i släktet Phytomyza och familjen minerarflugor.
Artens utbredningsområde är Schweiz. Inga underarter finns listade i Catalogue of Life.